# 八千里路雲和月 (1988年電視劇)
《八千里路雲和月》是台灣中華電視公司於1988年製作演述岳飛故事的40集古裝電視劇。首播期間為1988年11月21日至1989年1月13日，由宗華擔任製作人與導演，外景導演由鹿峰擔任，鹿峰與丁仰國負責動作指導，何家勁、凌波、張振寰、金超群、范鴻軒主演，是何家勁在台灣拍的第一部電視劇。

## 劇情概要
宋徽宗崇寧二年，大宋江山內憂外患，南有盜賊群起，北有外敵頻頻侵擾，國力漸弱，民不聊生。北方金人兵強馬壯，自恃驃悍，一舉大破北宋王朝，擄走宋徽宗與宋欽宗，立張邦昌為皇帝，一時大宋江山國破家亡。
此时兵馬大元帥趙構號令天下有志之士、英雄好漢，共抗金兵。至此，民族英雄岳飛橫空出世，率張憲、王貴、牛臬等英雄展開了一生波瀾壯闊的英雄偉業。為捍衛民族尊嚴、匡復宋室，岳飛殫精竭慮，英勇奮戰，威震中原，使得金人聞風喪膽。岳飛內與大奸臣秦檜、張邦昌，外與金人展開殊死抗爭。但終因朝廷腐敗，岳飛在內有奸臣、外有強敵夾擊下，慘死風波亭，結束了英雄的一生。電視演出頗血腥，最後岳飛被勒斃，血液竟自眼口噴至攝影機，全片結束

## 演員表
- 何家勁飾岳飛[2]
- 凌波飾岳姚氏(岳母)
- 許佩容飾李娃(岳飛之妻)
- 陸一龍飾牛皋
- 張振寰飾王貴
- 蔡文星飾張憲
- 李亞明飾岳雲
- 藍文青飾王佐
- 鹿峰飾周侗 (岳飛的師父)
- 塗永憲飾岳霖
- 塗永勳飾岳雷
- 蔡東霖飾岳霆
- 史志祥飾岳震
- 塗永鳳飾岳銀瓶
- 李佳樺飾岳安娘
- 金超群飾秦檜
- 范鴻軒飾宋高宗
- 龍隆飾韓世忠
- 傅雷飾宗澤
- 劉秀雯飾秦王氏(秦檜夫人)
- 周瑞舫飾梁紅玉
- 李又麟飾万俟卨
- 常楓飾李綱
- 牟希宗飾呂頤浩
- 韓湘琴飾魏妃
- 鄭少峰飾劉豫
- 江洋飾杜充
- 于恆飾周三畏
- 張复建飾金兀朮
- 王翔飾哈迷蚩
- 許文銳（許恩嘉）飾哈里圖
- 龍宣飾答罕 （完颜昌）
- 鮑正芳飾耶律車娘(答罕之妻)
- 趙強飾狼主
- 陳復生飾完顏金娜(金兀朮之女)
- 王丹飾都提娜
- 謝興飾楊么
- 解淑珺飾楊萍(楊么義女)
- 劉倫飾劉正順
- 劉越逖飾楊華
- 王駿飾李成
- 李龍吟飾金二

## 歌曲
主題曲《滿江紅》
作曲、編曲：黃石，演唱：台北愛樂牧歌合唱團
片尾曲《戰神》
作詞：李國俊，作曲：黃石

## 外部連結
- LiTV線上影視上《八千里路雲和月 （页面存档备份，存于）》的資料